# Diana Mondino
Diana Elena Mondino (Córdoba, 8 agosto 1958) è un'economista, docente e politica argentina, direttrice degli affari istituzionali dell'Università del CEMA ed eletta nelle elezioni del 2023 alla Camera dei Deputati dell'Argentina per la città di Buenos Aires dalla coalizione denominata La Libertad Avanza. 
Dallo stesso anno e fino al successivo ha ricoperto il ruolo di Ministro degli affari esteri e del commercio internazionale sotto la presidenza di Javier Milei.

## Biografia
È nata nel 1958 nella città di Córdoba, in Argentina, da una famiglia di origini piemontesi. Entrò nella Scuola Pubblica Juan Zorrilla di San Martín dove frequentò la scuola primaria e secondaria. Ha studiato economia presso l'Università di Córdoba, dove ha ricevuto la medaglia d'oro per il rendimento accademico e il miglior GPA. Ha poi studiato nella stessa università per un dottorato in economia, difendendo la sua tesi, ma non ha completato il corso per motivi burocratici.
All'età di 24 anni emigrò in Spagna, dove conseguì nel 1986 un master in economia e marketing presso la IESE Business School di Navarra, diplomandosi nel 1986. Nel 2001 ottenne un master presso la Columbia Business School, nel 2018 conseguì il diploma in Executive Education presso la Yale School of Management e nel 2019 ha completato un corso in Etica presso le business school della Notre Dame University. Ha fondato la propria società Rysk Analysis nel 1991, successivamente ha lavorato in varie società private, tra cui Loma Negra, Standard & Poor's e Banco Supervielle. Nel 2008 ha portato la torcia olimpica a Pechino, in Cina, per i Giochi Olimpici, dopo essere stata selezionata da Lenovo in un concorso per l'innovazione dove ha vinto tra oltre 6.000 partecipanti. Lavora alla UCEMA come professore di Finanza nel corso di Economia aziendale e marketing.
Nel 2023 è entrata in politica come candidata a deputata per La Libertà Avanza; dopo che la lista ha ottenuto il 17,81% al PASO e il 20,44% alle elezioni generali, è stata eletta per il periodo 2023-2027. Con la vittoria al ballottaggio per la presidenza di Javier Milei, è stata nominata ministro degli affari esteri e del commercio internazionale dal neopresidente argentino. Mondino è stata destituita dal suo incarico il 30 ottobre 2024 per ordine del presidente Milei per un voto non vincolante alle Nazioni Unite a favore della revoca dell'embargo degli Stati Uniti contro Cuba. È stata sostituita dall'ex ambasciatore argentino negli Stati Uniti Gerardo Werthein.

## Controversie
Il 31 ottobre 2023, in un'intervista con il giornalista Luis Novaresio per il suo programma su La Nación +, Mondino ha generato polemiche con le sue dichiarazioni in difesa dell'idea di un “mercato degli organi” e paragonando il matrimonio egualitario all'avere i pidocchi, sostenendo che “Come liberale sono d'accordo con il progetto di vita di ogni persona. È molto più ampio dell'uguaglianza matrimoniale. Mi permetto di esagerare: se preferisci non fare il bagno ed essere pieno di pidocchi ed è una tua scelta, è così, poi non lamentarti se c'è qualcuno a cui non piace che tu abbia i pidocchi”. 
Dopo una visita alla stazione Espacio Lejano, ha affermato che non si potevano distinguere scienziati e soldati perché “i cinesi sono tutti uguali”.